# Мытьец
Мытьец — поселок в Нагорском районе Кировской области в составе Синегорского сельского поселения. Находится на расстоянии примерно 50 километров по прямой на север-северо-запад от районного центра поселка Нагорск, на реке Мытец.

## История
Упоминается с 1950 года, когда здесь было учтено 53 двора и 299 жителей. В этом спецпоселении жили ссыльные заключённые из Германии, Польши, Эстонии, Украины. В 1989 году учтено 229 жителей.

## Население
Постоянное население  составляло 142 человека (русские 68%) в 2002 году
| 2010 |
| ---- |
| 18   |